# Itatira (distrito de Itatira)
Itatira (Sede) é um distrito do município de Itatira, no Estado do Ceará.

## Histórico
Os primeiros exploradores das férteis serranias conhecidas dos índios por serra da Samambaia, foram os portugueses Antônio Ferreira Braga e Jerônimo Machado. O nome desse último foi transferido ao lugar – serra de Machado – em memória do notável e arrojado desbravador. Na última década do século XVIII, um morador da fazenda Tatajuba, situada no sertão de Quixeramobim, de nome Antônio José de Souza, estabeleceu-se ao nascente da serra com uma pequena posse, denominando-a Sítio São Gonçalo, sendo aí edificada uma capelinha sob a invocação desse santo. Com a morte do proprietário e a retirada dos habitantes por ocasião da terrível seca que devastou os sertões do Ceará em 1825, a povoação e a capelinha foram abandonadas. Posteriormente, outros moradores sucederam aqueles, fundando novas situações na serra do Machado, surgindo, por isso, com o crescimento da população sempre e sempre aumentada com a vinda de agricultores atraídos pela fereza das abas serranas, o povoado de Belém, onde Antônio Alves Guerra mandou edificar uma capelinha dedicada ao Menino Deus, a qual, concluída em 1870, foi inaugurada e benta a 23 de dezembro do mesmo ano pelo padre Manuel Carlos da Silva Peixoto, professor do Seminário de Fortaleza. O patrimônio da Capela de Belém se constituía de 400 braços de terras, doadas por Antônio Alves Guerra e José Francisco de Brito, nas quais se constitui lentamente a cidade.

## Formação Administrativa
Distrito criado com a denominação de Belém, pelo ato provincial de 10-10-1873, subordinado ao município de Quixeramobim. Em divisão administrativa referente ao ano de 1911, o distrito de Belém, figura no município Quixeramobim. Assim permanecendo em divisões territoriais datadas de 31-XII-1936 e 31-XII-1937. Pelo decreto estadual nº 169, de 31-03-1938, retificado pelo decreto estadual nº 378, de 20-10-1938, o distrito de Belém passou a denominar-se Belém do Quinim. Pelo decreto estadual nº 1114, de 30-12-1943, o distrito de Belém passou a denominar-se Itatira. Em divisão territorial datada de 1-VII-1950, o distrito Itatira figura no município de Quixeramobim. Elevado à categoria de município com a denominação de Itatira, pela lei estadual nº 1153, de 22-11-1951, desmembrado de Quixeramobim. Sede no antigo distrito de Itatira. Constituído do distrito sede. Instalado em 25-03-1959.

## Alterações toponímicas distritais
Belém para Belém de Quinim, alterado pelo decreto estadual nº 169, de 31-03-1938, ratificado pelo decreto estadual nº 378, de 20-10-1938. Belém de Quinim para Itatira, alterado pelo decreto-lei estadual nº 1114, de 31-12-1943.